# Ribes bicolor
Ribes bicolor är en ripsväxtart som beskrevs av Rodolfo Amando Philippi. Ribes bicolor ingår i släktet ripsar, och familjen ripsväxter. Inga underarter finns listade i Catalogue of Life.